# Alonso de Vera y Aragón y Hoces
Alonso de Vera y Aragón y Hoces "el Sin Apodos" (Estepa, Sevilla de Andalucía, Corona de España, 1558 – Santiago del Estero, gobernación del Tucumán, 1612) fue un conquistador y colonizador español. Capitaneó por tierra desde Asunción al contingente de expedicionarios para poblar la intitulada «Ciudad de la Trinidad» en el Puerto de Santa María de Buenos Aires, por lo que fue de los primeros habitantes de esta segunda fundación por pisar esas tierras el 11 de mayo del mismo año al traer el primer contingente de vecinos, al arribar un mes antes de que fuera oficialmente fundada por Juan de Garay el 11 de junio de 1580, ya que este había descendido en carabela por vía fluvial, y posteriormente ocupó el cargo de teniente de gobernador general y justicia mayor de Asunción del Paraguay, desde 1588 hasta 1592.

Era primo del general Alonso de Vera y Aragón y Calderón "el Cara de Perro", que fundó la ciudad Concepción de Buena Esperanza a orillas del río Bermejo del Chaco Austral en 1585, y luego su teniente de gobernador, aunque dicha ciudad sería abandonada en 1632, y de Alonso de Vera y Aragón "el Tupí", teniente de gobernador de Corrientes desde 1588 hasta 1596, siendo ambos familiares homónimos con quienes se lo suele confundir.

## Biografía hasta la fundación de la segunda Buenos Aires

### Origen familiar y primeros años
Alonso de Vera y Aragón y Hoces había nacido en el año 1558  en la villa de Estepa de Sevilla, uno de los cuatro reinos de Andalucía que formaba parte de la Corona de España, siendo hijo de Carlos de Vera y Aragón (ib., ca. 1527 - Antequera, 1591) y de María de Hoces (n. Córdoba, ca. 1537), una descendiente de caballeros cordobeses.
Era primo del general Alonso de Vera y Aragón y Calderón "el Cara de Perro" quien fuera el fundador, el 14 de abril de 1585, de la ciudad Concepción de Buena Esperanza a orillas del río Bermejo del Chaco Austral, además de convertirse en su teniente de gobernador, pero dicha ciudad sería abandonada entre 1631 y 1632.
A temprana edad, en mayo de 1566, acompañó al Virreinato del Perú a su tío, el licenciado Juan Torres de Vera y Aragón, quedándose junto a sus primos —su  homónimo y el otro llamado Cristóbal Montesinos Navarrete y Vera y Aragón—  en Lima, hasta que en enero de 1567 fuera trasladado a la ciudad de Concepción de la Capitanía General de Chile en donde su tío fundaría la Real Audiencia el 25 de agosto del mismo año y de la cual quedaría ocupando el cargo de oidor.

### Cofundador con Garay de la ciudad de Buenos Aires
Acompañó a Juan de Garay en la fundación de Buenos Aires con el nombre de «Ciudad de la Trinidad» en el Puerto de Santa María de Buenos Aires en 1580 y para su poblamiento, según sus declaraciones, capitaneó por tierra el contingente que se estableció en dicha ciudad, y que arreaba caballos y vacunos hasta a su llegada, el 11 de mayo de 1580, al sitio en donde finalmente se fundó la metrópoli un mes después. Este acontecimiento lo convierte en el primer hombre, ya que capitaneaba la expedición, en plantar sus pies en la tierra de la que iría a ser, un mes después, la ciudad de la Trinidad en el puerto de Buenos Aires.
Mientras desde Asunción el general Juan de Garay bajaba con las naves por el río Paraná, el capitán Alonso de Vera y Aragón y Hoces lo hacía por vía terrestre bordeando esas mismas aguas. Ambos conquistadores compartían la responsabilidad de la gesta de trasladar los primeros habitantes cofundadores de la ciudad de la Trinidad en el puerto de Buenos Aires. Comandaban cada uno, cerca de mitad de los expedicionarios. Finalmente Vera arribaría al puerto el 11 de mayo y Garay al frente de la carabela San Cristóbal de la Buena Esperanza y demás naves, fondearía en el puerto el 29 de mayo de 1580, día de la Santísima Trinidad, jornada en que se produjo el esperado encuentro de ambos grupos expedicionarios. 
Al capitán Alonso de Vera y Aragón y Hoces, junto a los 64 primeros habitantes, le tocó hallarse presente en la histórica jornada del 11 de junio de 1580 en que se fundó la ciudad.
Ya habíase asentado en el Acta de Fundación, la existencia por separado del plano de la ciudad, trazado en cuero por Garay, cuando llegó el turno del repartimiento de suertes. A nuestro Vera, dada su corresponsabilidad fundacional con Garay de poblar esa metrópoli, pero también por ser el principal artífice en el sustento de la ciudad con su propia hacienda personal, méritos que serían aquilatados por Juan de Garay para asignarle el privilegiado solar, sede en la actualidad de la Arquidiócesis de Buenos Aires, situado al este de nuestra Catedral Metropolitana y al oeste del predio en el que hoy se encuentra la sede central del Banco de la Nación Argentina, a la derecha y en diagonal al Fuerte y frente a la Plaza de Mayo, en aquel tiempo llamada Plaza Mayor.
Sin duda, este conquistador y poblador, al que podríamos llamarte "el otro padre de la metrópoli", ya que fue el primero en sentar sus bases en ella, poblarla y sostener su pervivencia junto al Fundador, tiene méritos sobrados para que las autoridades gubernamentales consideren como justo homenaje, que una calle de la ciudad de Buenos Aires, recuerde su nombre.

## Teniente de gobernador general de Asunción y deceso

### Nombramiento como teniente general de gobernación y su justicia mayor
Sucedió a Juan de Torres Navarrete como teniente de Gobernador general y Justicia Mayor de Asunción del Paraguay a principios del año 1588.
Su tío que era el adelantado desde 1577 y había ejercido también como gobernador hasta finales de 1578, terminó siendo suplantado, entre otros, desde el 16 de marzo de 1584 hasta el año 1587 por Juan de Torres Navarrete, año en que volvería a retomarlo, además fundaría la ciudad de Corrientes el 3 de abril de 1588, en donde lo esperaba su otro sobrino homónimo llamado  Alonso de Vera y Aragón "el Tupí".

### Sucesión como teniente de gobernador
Alonso de Vera y Aragón y Hoces entregaría el cargo por deposición a Hernando Arias de Saavedra el 13 de julio de 1592. tiempo después, en 1594, sería nombrado como contador del Fuerte de Buenos Aires 

### Fallecimiento
Finalmente el hidalgo Alonso de Vera y Aragón y Hoces, mientras se desempeñaba como encomendero de Ampatagasta, fallecería en el año 1612 en la ciudad de Santiago del Estero, de la gobernación del Tucumán que era una entidad autónoma del Virreinato del Perú.

## Matrimonio y descendencia
El general Alonso de Vera y Aragón se había unido en matrimonio con Mariana de Ardiles, una hija del teniente de gobernador de Tucumán, el conquistador Miguel de Ardiles "el Viejo" (n. Osuna de Sevilla, 1515) y de María de Ávalos. Ambos tuvieron siete hijos:
- Pedro de Vera y Aragón. Casado, con descendencia.
- Alonso de Vera y Aragón. Casado, con descendencia.
- Juan de Vera y Aragón. Fallecido niño.
- Francisca de Vera y Aragón.[18] unida en matrimonio con el teniente de gobernador del Tucumán Luis de Tejeda y Guzmán, padres de Mariana de Tejeda y Guzmán y Vera de Aragón.
- María de Vera y Aragón. Casada, con descendencia.
- Juana de Vera y Aragón. Casada, con descendencia.
- Antonia de Vera y Aragón. Casada.